# Mesatirhinus
Mesatirhinus és un gènere extint de mamífers perissodàctils de la família dels brontotèrids que visqueren a Nord-amèrica durant l'Eocè, fa entre 39,7 i 50,3 milions d'anys. Se n'han trobat restes fòssils a Colorado i Wyoming (Estats Units). La tafonomia d'aquestes troballes fa pensar que vivien en ramats. Tenien el crani estret i curt, amb una llargada d'entre 354 i 425 mm. A diferència d'altres brontotèrids, tenien les banyes menudes o absents. Eren més petits que els seus parents propers del gènere Sphenocoelus. El nom genèric Mesatirhinus significa ‘nas mesaticefàlic’.